# Grayswood
Grayswood är en by i Surrey i England. Byn är belägen 17 km 
från Guildford. Orten har 515 invånare (2015).